# Lohgerber

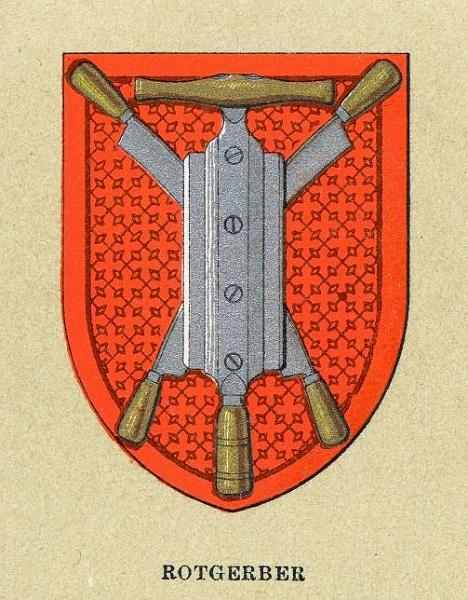
Wappen der Rotgerber in den Wiener Gewerbegenossenschaften, um 1900

Die Berufsbezeichnung Lohgerber bzw. Rotgerber leitet sich ab vom heute weitestgehend untergegangenen Handwerk der Lohgerberei, einer spezialisierten Form der Gerberei, die Rinderhäute durch Vegetabilgerbung zu strapazierfähigen, kräftigen Ledern verarbeitete, beispielsweise für Schuhsohlen, Stiefel, Sättel oder Ranzen. Lohgares Leder ist kaum elastisch, dafür gewinnt es beim Gerben auf Kosten der Fläche an Dicke und wird sehr widerstandsfähig gegen Wasser und schwache Säuren.

## Etymologisches

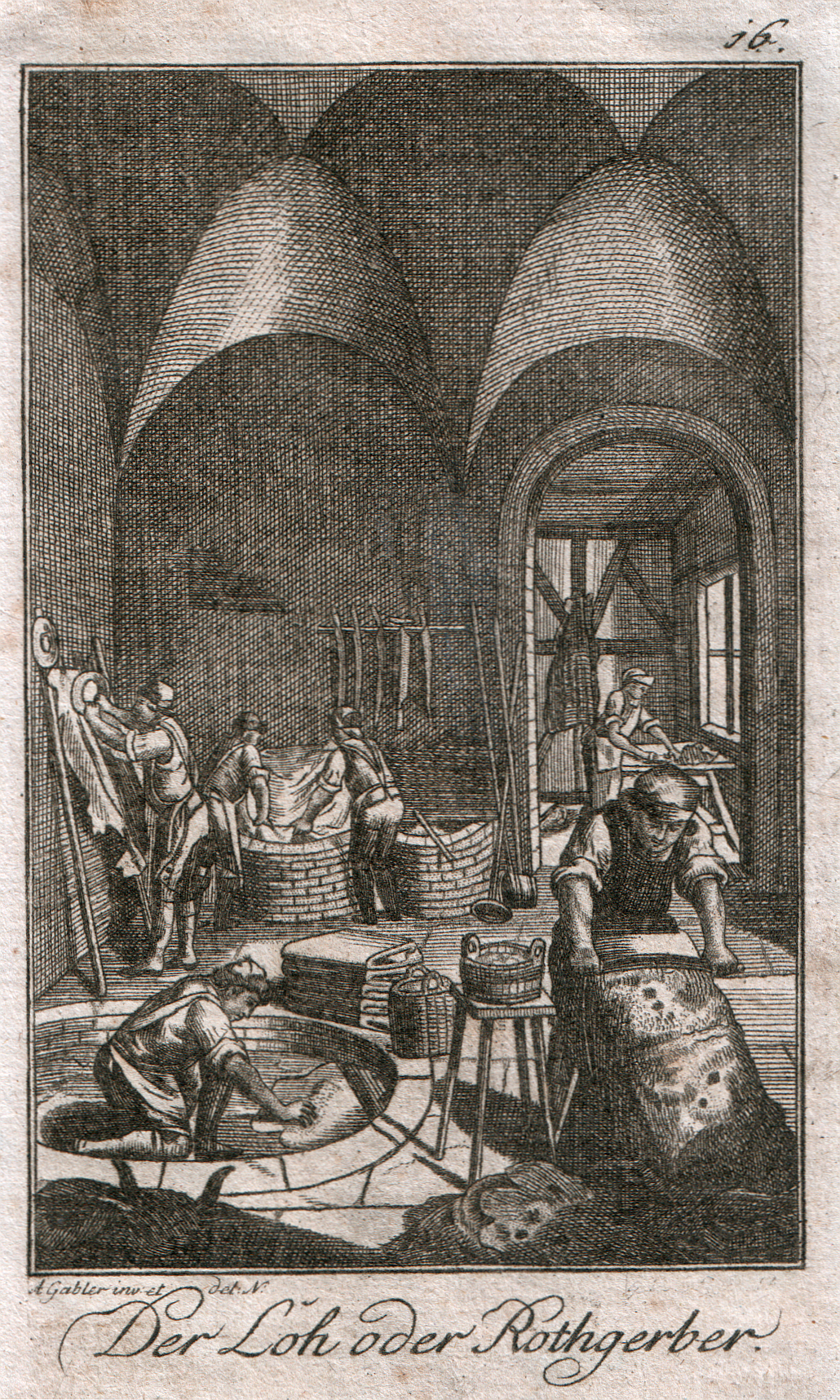
Der Loh- oder Rothgerber (1790)

Da mit Eichenlohe (aus Eichenbestandteilen hergestellte Lohe) gegerbtes Leder rot bis braun ist, bezeichnete man die Lohgerber oft auch als Rotgerber. Es gibt zahlreiche regional verschiedene Bezeichnungen für den Beruf des Lohgerbers: Lauer, Löber, Loher, Löher, Lorer, Löhrer (niederrheinisch), Löhr (norddeutsch) – als Berufsbezeichnungen sind sie längst nicht mehr gebräuchlich, haben jedoch bis heute als Familiennamen überdauert.

## Das Handwerk der Lohgerberei
Nachdem der Loh- oder Rotgerber die Fleischreste und Fette auf dem Schabebaum vom Balg entfernt hatte, erfolgte das sogenannte Äschern mit (gebranntem) Kalk in der Äschergrube, wodurch sich die Haare vom Balg lösen und in einem zweiten Schabegang entfernt werden konnten. Anschließend wurden die sogenannten grünen (unreifen) Häute samt einer Lohe aus Eichen- oder Fichtenrinde und Galläpfeln (auch Knoppen genannt) zur Gerbung in eine Lohgrube verbracht. Die klassische Gerbung in Lohgruben konnte zwischen einem halben und drei Jahren dauern, je nach Ausgangsmaterial und gewünschter Qualität, wobei die Häute alle zwei bis vier Monate umgeschichtet werden mussten. Insofern musste ein Lohgerber für eine kontinuierliche Arbeit möglichst viele Gruben haben.

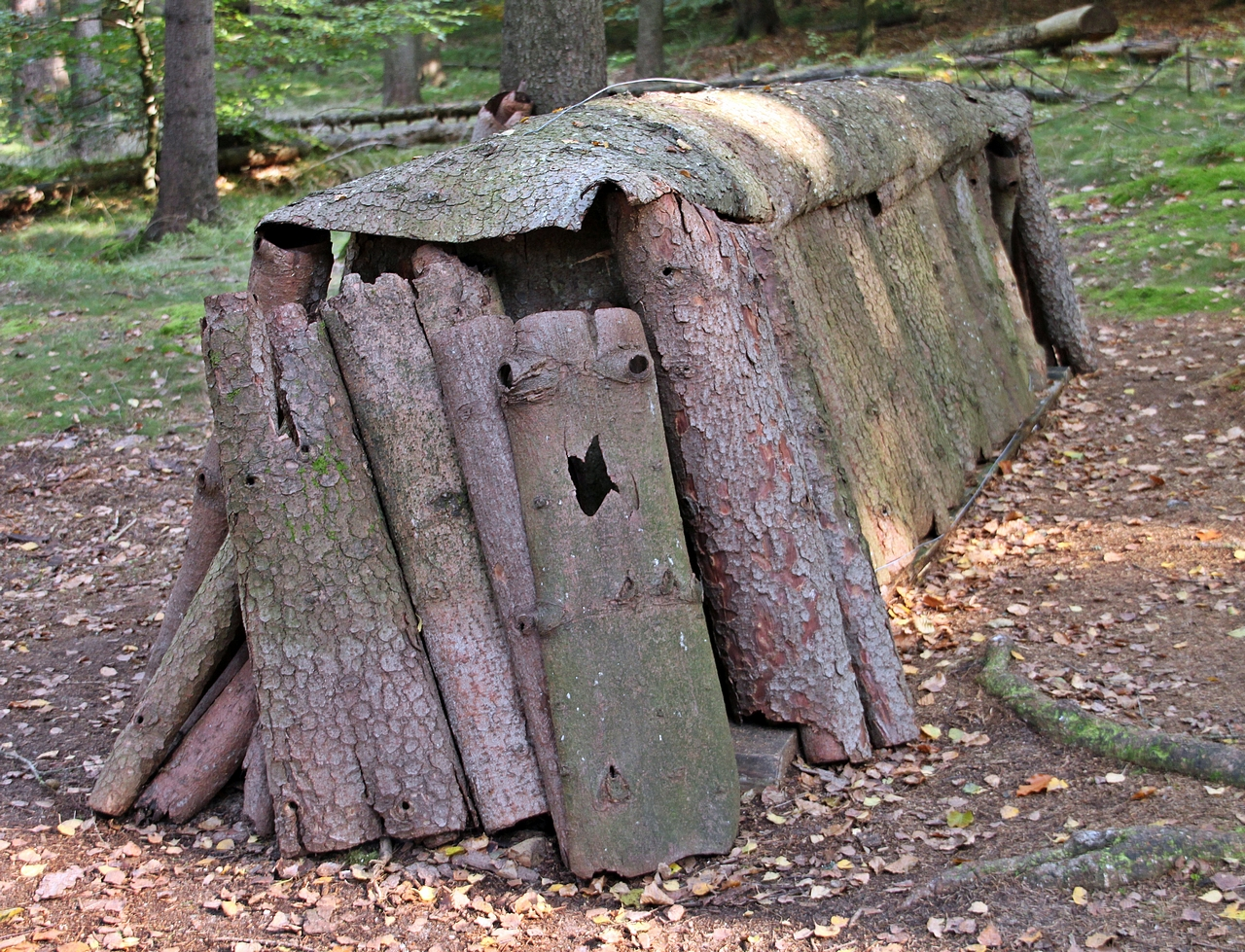
Nachbau eines Trockengestells für Lohrinde in Hinterhermsdorf (Sächsische Schweiz)

Als Gerberlohe bezeichnet man die vom Baum getrennte, zerschnittene und fein gemahlene Rinde – meistens Eichenrinde, seltener auch Fichten- oder Tannenrinde – in der sich der Gerbstoff Tannin befindet. Dabei werden für einen Zentner Leder vier bis fünf Zentner Lohe benötigt, für kräftiges Sohlenleder (auch Pfundleder genannt) sogar acht Zentner. Insofern war für das Handwerk der Lohgerberei auch ein reicher Holzbestand vonnöten. Beliefert wurden die Lohgerber von dem Berufsstand der Löher, die meist im Mai, wenn der Saft in die Bäume steigt, die Rinden in oft speziell angelegten Eichenschälwäldern, auch Lohwald oder Lohhecke genannt, schälten, bevor diese gefällt wurden. Die beste Lohe soll aus der Rinde von achtzehn Jahre alten Eichen gewonnen werden. Seit Ende des 19. Jahrhunderts wurde die einheimische Eichenlohe zunehmend durch aus Übersee importierte Gerblohen wie Quebrachoholz ersetzt.
Da für die Gerberei generell große Mengen an Wasser benötigt wurden, lagen Gerbereien meist an einem Fluss, Bach oder Kanal, denn nicht nur bei der Vorbereitung zur Gerbung, sondern auch nach der Entnahme aus der Gerblohe mussten die Häute für viele Stunden gespült und gewässert werden. Durch das anschließende Trocknen der gespannten Häute an der Luft vollendete sich der chemische Gerbvorgang. Als letzte Arbeitsgänge erfolgten das Walzen, Glätten, gegebenenfalls das Spalten (Spaltleder) sowie das Wachsen und Beschneiden des Leders.

## Geschichte der Lohgerberei

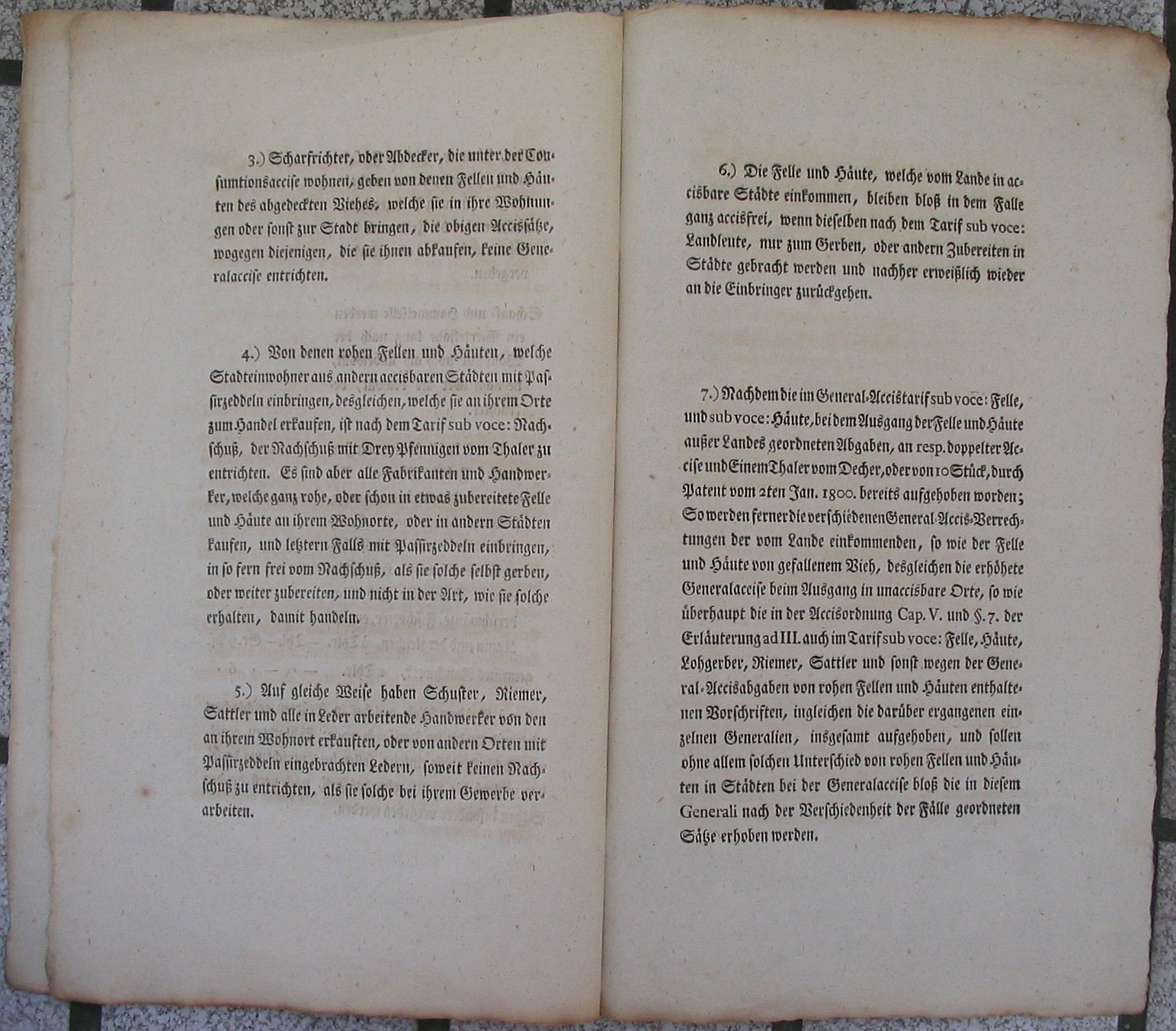
Steuer-Edict Friedrich Augusts von Sachsen für Felle, 1801

1284 erhielten die Berliner Lohgerber ihren Zunftbrief, in Frankfurt am Main datiert die älteste Zunftordnung der Lohgerber auf das Jahr 1355.
Musste die Rinde anfangs noch von Hand zerkleinert werden, erfolgte dies mit dem Aufkommen der Nutzung der Wasserkraft ab dem 12. Jahrhundert in einer meist über ein Wasserrad angetriebenen Mühle, der sogenannten Lohmühle, die in der Regel zur Lohgerberei gehörte.
Aufgrund der extrem starken Geruchsbelästigung wurden die Lohgerber wie auch die anderen Gerber durch die im Mittelalter entstehenden Stadtordnungen vielerorts dazu verpflichtet, sich am Stadtrand oder in Vorstädten anzusiedeln, und zwar an den Abläufen der Flüsse, da die beim Waschen der Leder ausgeschwemmten mineralischen Stoffe wie Alaun, Arsenik, Kalk und Salz sowie Fleisch- und Haarreste zu einer enormen Verunreinigung der Gewässer führten.
Wie alle Gerber so waren auch die Lohgerber großen gesundheitlichen Gefahren ausgesetzt:
„Natürlich wusste Madame Gaillard, dass Grenouille in Grimals Gerberwerkstatt nach menschlichem Ermessen keine Überlebenschance besaß“ – so die Schilderung in Patrick Süskinds Roman Das Parfum, in welchem er anschaulich die schwere und gesundheitsschädigende Arbeit der Gerber im Paris des 18. Jahrhunderts darstellt. Nässe und kaltes Wasser führten zu chronischen rheumatischen Leiden, der zum Äschen eingesetzte Kalk verätzte die Hände und der Umgang mit den rohen Häuten führte nicht selten zu tödlich endenden Milzbrandinfektionen.
Mit aufkommender Industrialisierung im 19. Jahrhundert wurde der langwierige Prozess der Grubengerbung durch die Schnell- oder Fassgerbung mit Lohbrühe, später der Chromgerbung in Bottichen abgelöst: Der zünftige Berufsstand des Lohgerbers wurde vom industriellen Lederarbeiter abgelöst.

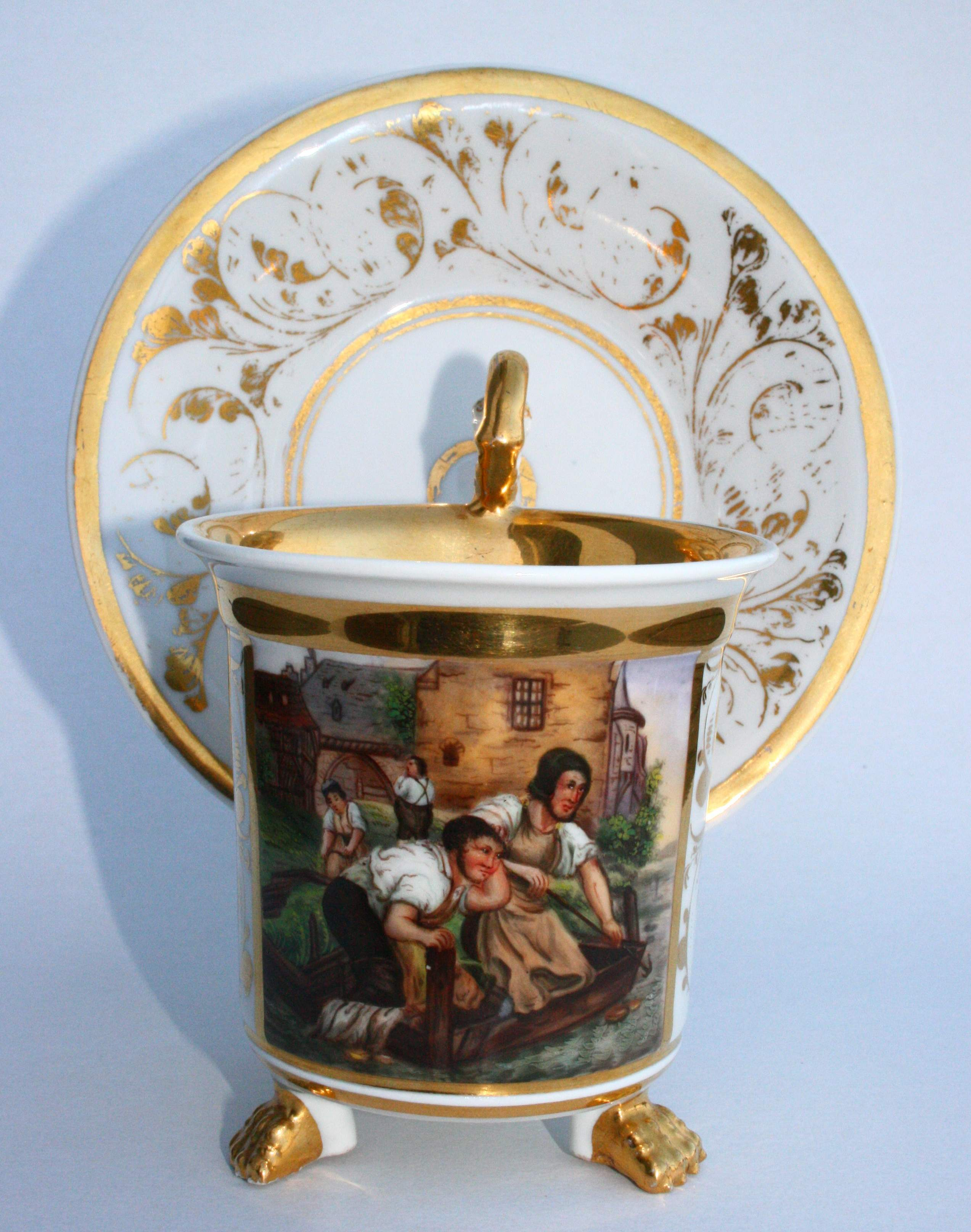
Bouillon-Tasse um 1832, goldgerahmte Szene „Die trauernden Lohgerber“ – den Gerbern schwammen, entsprechend dem Sprichwort, die Felle weg

 Die Trierer Gerberei Joh. Rendenbach stellte bis 2022 als letztes Unternehmen in Deutschland kommerziell Leder nach dem sogenannten Eichenloh-Grubengerbverfahren für Schuhsohlen her.

## Relikte des alten Handwerks
Wie alle Gerber hatten auch die Lohgerber einen hohen Wasserbedarf, sodass sie ihre Werkstätten meist an Wasserläufen hatten. Da durch das Waschen des Leders das Wasser stark verschmutzt wurde, ordneten viele mittelalterliche Stadtordnungen ihre Ansiedlung an den Unterläufen der Flüsse an. Straßennamen in den alten Innenstädten weisen bis heute auf diese Standorte der Lohgerbereien hin:
- Am Lohberg (Kirchscheidungen)
- Am Loerbach (Soest)
- An der Lohmühle (Lich)
- Bei der Lohmühle
- Gerberau (Freiburg im Breisgau)
- Gerbergang (Rendsburg)
- Gerbergasse (Bozen)
- Gerberstraße (Backnang)
- Gerberstraße und Gerberviertel (Bochum)
- Gerberstraße (Reutlingen)
- Heerdter Lohweg (Düsseldorf-Heerdt)
- Langer Lohberg (Lübeck)
- Lauergasse (Speyer)
- Ledergraben (Reutlingen)
- Loerstraße (sprich loːɐ̯-) (Münster)
- Löbdergraben (Jena)
- Löhergraben (Aachen)
- Löherstraße und Löhertor (Fulda)
- Löherstraße (Frankfurt am Main)
- Lohgerber Gang (Mölln)
- Lohgerberweg (Bad Vilbel, Diepholz)
- Lohgerberstraße (Borken, Burgdorf, Friedrichstadt, Glandorf, Mühldorf, Neuötting, Ratingen, Rheda-Wiedenbrück, Rostock, Lübeck)
→ Lohgerberstraße in Rostock
- Lohgraben (Aßlar, Coburg, Hochstadt, Marktheidenfeld)
- Lohgrabenstraße (Regensburg)
- Lohgrabenweg (Mintraching)
- Lohholz (Gemarkung von Gleina)
- Lohmühlenbrücke, -platz und -straße (Berlin)
- Lohmühlenstraße (Hamburg)
- Lohmühlental (Essen)
- Lohstraße (Chemnitz)
- Lohgerbe (Bad Säckingen)
- Lohmühle (Backnang)
- Lohmühle (Wegberg-Bissen)
- Löhrstraße (Koblenz)
- Niederkasseler Lohweg (Düsseldorf-Niederkassel)
- Rothgerberbach (Köln)

Das Lohgerberhaus in Quedlinburg in Sachsen-Anhalt, ehemaliges Gildehaus der Quedlinburger Lohgerber, zeugt bis heute von der Wohlhabenheit dieser Zunft.

## Museen

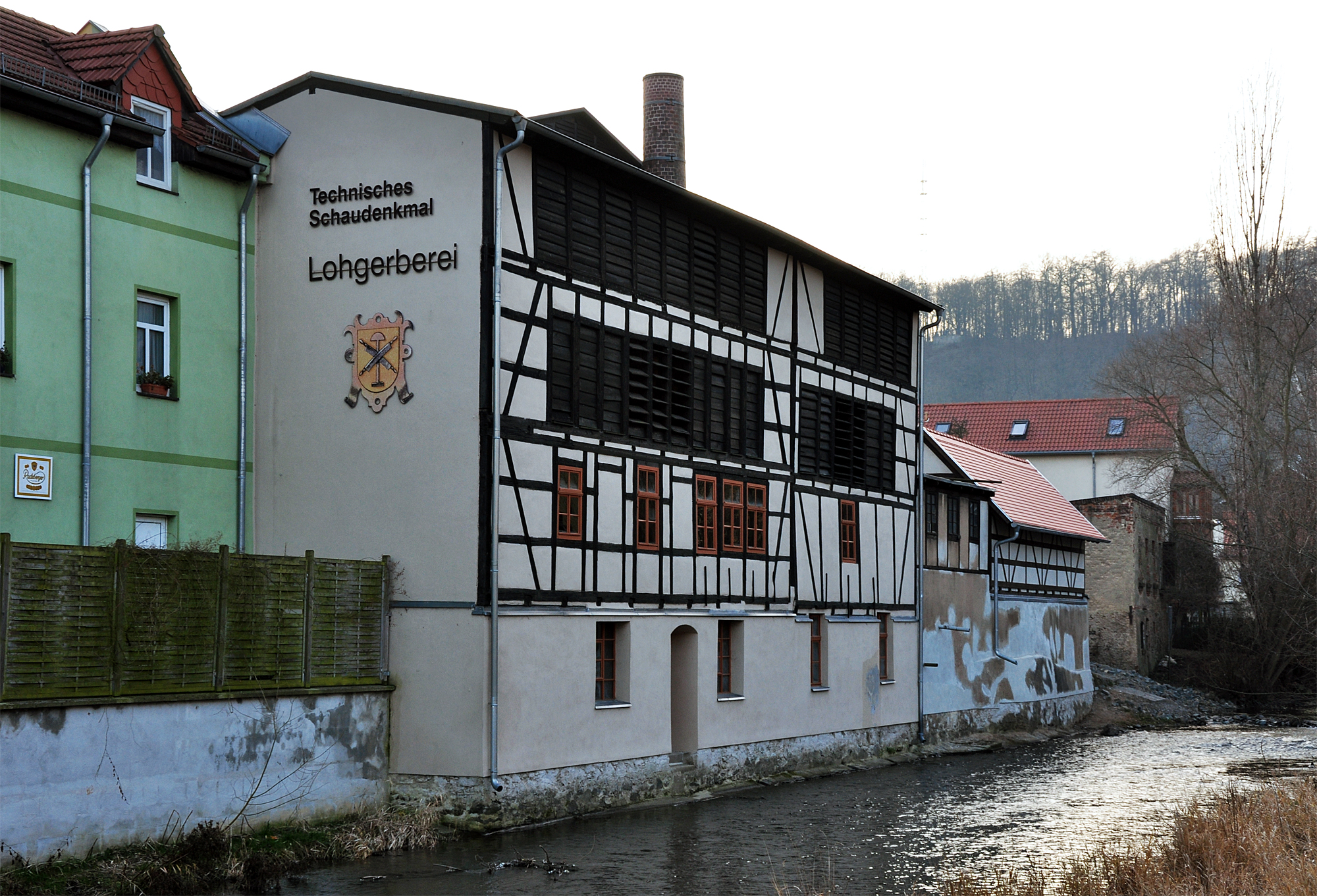
Alte Lohgerberei in Weida

### Technisches Schaudenkmal Lohgerberei Weida
Weida entwickelte sich ab der Mitte des 19. Jahrhunderts zu einem Schwerpunkt der Lederherstellung im mitteldeutschen Raum. Das Museum ist die ehemalige Gerberei Francke, die von 1844 bis 1990 arbeitete. Nach Einstellung der Produktion wurde der Betrieb zu einem technischen Schaudenkmal mit voll funktionstüchtigen Maschinen wie Rindenbrecher, Lohmühle, Entfleischmaschine, Lederwalze, Ausstoßmaschine, Walzenpresse, Pumpen, Gerbgruben und drehbaren Holzfässern sowie einer kleinen Dampfmaschine von 1855 mit 12 PS Leistung umgestaltet. Im angrenzenden ehemaligen Wohnhaus befinden sich Ausstellungsräume zur Geschichte des Handwerks.

### Lohgerbermuseum Dippoldiswalde
In einem um 1750 erbauten Lohgerberhaus in Dippoldiswalde befindet sich eine Schauanlage. Zu der originalgetreu rekonstruierten dreigeschossigen Lohgerberwerkstatt mit Gerberei, Zurichtstube, Trockenboden, Lederlager und Gesellenkammer gehört auch das barocke Wohnhaus des Lohgerbermeisters und seiner Familie. Neben den 22 Ausstellungsräumen, die teilweise Wechselausstellungen Platz bieten – z. B. über die industrielle Lederfabrikation im 19./20. Jahrhundert – gibt es einen Vortragsraum sowie ein Videokabinett zum Thema „Leder“.
Das Museum erhielt 2023 den Sächsischen Museumspreis.